# Phil Fondacaro
Phil Fondacaro est un acteur nain américain né le 8 novembre 1958 à La Nouvelle-Orléans.

## Biographie
En 1983, il joue le rôle d'un Ewok dans Star Wars, épisode VI : Le Retour du Jedi, le troisième film de la trilogie originale Star Wars de George Lucas.
Il est un acteur fétiche du réalisateur Charles Band, il a joué dans un grand nombre de ses films.
Il est marié à Elena Bertagnolli, l'ancienne manager de l'acteur Verne Troyer.

## Filmographie

### Longs métrages
- 1983 : Star Wars, épisode VI : Le Retour du Jedi, de Richard Marquand
- 1986 : Troll, de John Carl Buechler
- 1987 :  Ghoulies 2 d'Albert Band
- 1988 : Willow, de Ron Howard
- 1988 : Drôles de confidences, de Henry Winkler
- 1993 : Dollman vs Demonic Toys, de Charles Band
- 1996 : Bordello of Blood, de Gilbert Adler (en)
- 1997 : The Creeps, de Charles Band
- 1999 : Blood Dolls, de Charles Band
- 2005 : Le Territoire des morts, de George A. Romero
- 2005 : Decadent Evil, de Charles Band

### Séries télévisées
- 1989 : Code Quantum, saison 2, épisode 19
- 1990 : Mariés, deux enfants, saison 5, épisode 7
- 1996-1999 : Sabrina, l'apprentie sorcière, saison 1 (épisode 24), saison 2 (épisode 17), saison 3 (épisodes 3 et 17), saison 4 (épisode 15)
- 1998 : Sliders : Les Mondes parallèles, saison 4, épisode 17
- 1999 : Le Caméléon, saison 4, épisode 5
- 2000 : Papa s'en mêle  (Daddio) (1 épisode)
- 2002 : Les Experts, saison 3, épisode 4